# Circoscrizione Bari-Foggia
La circoscrizione Bari-Foggia era una circoscrizione elettorale italiana per l'elezione dell'Assemblea Costituente, nel 1946 (circoscrizione XXV), e della Camera dei deputati, dal 1948 al 1993 (circoscrizione XXIV).
Comprendeva le province di Bari e di Foggia.
Era prevista dalla Tabella A di cui al decreto legislativo luogotenenziale 10 marzo 1946, n. 74, poi ripresa dalla legge 20 gennaio 1948, n. 6 e dal decreto del presidente della Repubblica 30 marzo 1957, n. 361.
Nel 1993 la circoscrizione fu soppressa contestualmente all'istituzione della circoscrizione Puglia, comprendente tutte le province della regione.
Di seguito i risultati di lista e i deputati eletti, ordinati secondo il numero di preferenze ottenute.

## Elezioni politiche 1946
| Liste                                                     | Voti    | %     | Seggi |
| --------------------------------------------------------- | ------- | ----- | ----- |
| Democrazia Cristiana                                      | 253.427 | 31,79 | 7     |
| Partito Comunista Italiano                                | 146.487 | 18,37 | 4     |
| Fronte dell'Uomo Qualunque                                | 139.410 | 17,49 | 4     |
| Partito Socialista Italiano di Unità Proletaria           | 97.191  | 12,19 | 2     |
| Unione Democratica Nazionale                              | 59.969  | 7,52  | 1     |
| Alleanza Repubblicana Italiana                            | 29.023  | 3,64  | -     |
| Partito Repubblicano Italiano                             | 19.076  | 2,39  | -     |
| Unione Combattenti Reduci Partigiani Famiglie Prigionieri | 14.383  | 1,80  | -     |
| Movimento Unionista Italiano                              | 13.331  | 1,67  | -     |
| Partito del Reduce Italiano                               | 13.274  | 1,66  | -     |
| Blocco Nazionale della Libertà                            | 10.476  | 1,31  | -     |
| Unione Nazionale Sinistrati di Guerra                     | 1.220   | 0,15  | -     |
| Totale                                                    | 797.267 |       | 18    |

| Democrazia Cristiana | Partito Comunista Italiano                                                                          | Fronte dell'Uomo Qualunque                                                                                          | Partito Socialista Italiano di Unità Proletaria | Unione Democratica Nazionale |
| --- | --------------------------------------------------------------------------------------------------- | --- | ----------------------------------------------- | ---------------------------- |
| - Raffaele Pio Petrilli - Aldo Moro - Attilio Germano - Gerardo De Caro - Raffaele Recca - Edmondo Caccuri - Vito Monterisi | - → Giuseppe Di Vittorio - Luigi Allegato - Giuseppe Imperiale - Raffaele Pastore - Mario Assennato | - → Guglielmo Giannini - Martino Trulli - Nicola Lagravinese - → Emilio Patrissi - Leonardo Miccolis - Cesario Rodi | - Domenico Fioritto - Carlo Ruggiero            | - Giuseppe Perrone Capano    |

1. 1 2 3  Opta per il collegio unico nazionale

## Elezioni politiche 1948
| Liste                                              | Voti    | %     | Seggi |
| -------------------------------------------------- | ------- | ----- | ----- |
| Democrazia Cristiana                               | 433.685 | 48,06 | 12    |
| Fronte Democratico Popolare                        | 273.434 | 30,30 | 7     |
| Blocco Nazionale                                   | 84.073  | 9,32  | 2     |
| Partito Nazionale Monarchico - Alleanza del Lavoro | 44.285  | 4,91  | 1     |
| Unità Socialista                                   | 29.649  | 3,29  | -     |
| Movimento Sociale Italiano                         | 17.146  | 1,90  | -     |
| Partito Repubblicano Italiano                      | 8.019   | 0,89  | -     |
| Blocco Popolare Unionista                          | 3.131   | 0,35  | -     |
| Movimento Nazionalista per la Democrazia Sociale   | 3.044   | 0,34  | -     |
| Partito Cristiano Sociale                          | 2.740   | 0,30  | -     |
| Maglio                                             | 1.642   | 0,18  | -     |
| Partito Demolaburista Italiano                     | 1.188   | 0,13  | -     |
| Fronte degli Italiani                              | 311     | 0,03  | -     |
| Totale                                             | 902.347 |       | 22    |

| Democrazia Cristiana | Fronte Democratico Popolare | Blocco Nazionale                           | Partito Nazionale Monarchico |
| --- | --- | ------------------------------------------ | ---------------------------- |
| - Raffaele Pio Petrilli - Aldo Moro - Edmondo Caccuri - Raffaele Resta - Michele Troisi - Antonio Carcaterra - Gerardo De Caro - Gustavo De Meo - Vincenzo Bavaro - Grazia Giuntoli - Michele Vocino - Vito Monterisi | - Giuseppe Di Vittorio - Domenico Ciufoli - Filippo Pelosi - Giuseppe Imperiale - Antonio Di Donato - Mario Assennato - Francesco Capacchione | - Giuseppe Perrone Capano - Martino Trulli | - Filippo Barattolo          |

## Elezioni politiche 1953
| Liste                                           | Voti    | %     | Seggi |
| ----------------------------------------------- | ------- | ----- | ----- |
| Democrazia Cristiana                            | 347.583 | 37,23 | 9     |
| Partito Comunista Italiano                      | 244.992 | 26,24 | 6     |
| Partito Nazionale Monarchico                    | 152.051 | 16,28 | 4     |
| Partito Socialista Italiano                     | 90.033  | 9,64  | 2     |
| Movimento Sociale Italiano                      | 48.840  | 5,23  | 1     |
| Partito Liberale Italiano                       | 16.294  | 1,75  | -     |
| Partito Socialista Democratico Italiano         | 12.989  | 1,39  | -     |
| Unione Socialista Indipendente                  | 10.263  | 1,10  | -     |
| Partito Repubblicano Italiano                   | 6.727   | 0,72  | -     |
| Partito Cristiano Militante                     | 1.473   | 0,16  | -     |
| Alleanza Democratica Nazionale                  | 1.279   | 0,14  | -     |
| Unione Nazionale Democratica Impiegati Pubblici | 621     | 0,07  | -     |
| Partito di Unione Nazionale                     | 563     | 0,06  | -     |
| Totale                                          | 933.708 |       | 22    |

| Democrazia Cristiana | Partito Comunista Italiano                                                                                  | Partito Nazionale Monarchico                                                                | Partito Socialista Italiano                    | Movimento Sociale Italiano |
| --- | --- | ------------------------------------------------------------------------------------------- | ---------------------------------------------- | -------------------------- |
| - Raffaele Pio Petrilli - Antonio Carcaterra - Raffaele Resta - Michele Troisi - Aldo Moro - Michele Del Vescovo - Gustavo De Meo - Edmondo Caccuri - Michele De Capua | - Giuseppe Di Vittorio - Remo Scappini - Mario Assennato - Filippo Pelosi - Michele Magno - Ada Del Vecchio | - Giuseppe Menotti De Francesco - Maria Chieco Bianchi - Carlo Delcroix - Filippo Barattolo | - Francesco Capacchione - Anna De Lauro Matera | - Ernesto De Marzio        |

## Elezioni politiche 1958
| Liste                                            | Voti      | %     | Seggi |
| ------------------------------------------------ | --------- | ----- | ----- |
| Democrazia Cristiana                             | 431.155   | 42,17 | 10    |
| Partito Comunista Italiano                       | 277.893   | 27,18 | 7     |
| Partito Socialista Italiano                      | 127.449   | 12,47 | 3     |
| Movimento Sociale Italiano                       | 64.681    | 6,33  | 1     |
| Partito Nazionale Monarchico                     | 50.888    | 4,98  | 1     |
| Partito Monarchico Popolare                      | 23.510    | 2,30  | -     |
| Partito Liberale Italiano                        | 23.470    | 2,30  | -     |
| Partito Socialista Democratico Italiano          | 17.350    | 1,70  | -     |
| Partito Repubblicano Italiano - Partito Radicale | 6.038     | 0,59  | -     |
| Totale                                           | 1.022.434 |       | 22    |

| Democrazia Cristiana | Partito Comunista Italiano                                                                                              | Partito Socialista Italiano                                | Movimento Sociale Italiano | Partito Nazionale Monarchico |
| --- | --- | ---------------------------------------------------------- | -------------------------- | ---------------------------- |
| - Aldo Moro - Edmondo Caccuri - Gustavo De Meo - Michele Troisi - Raffaele Resta - Michele De Capua - Vito Lattanzio - Antonio Carcaterra - Donato De Leonardis - Vincenzo Russo | - Palmiro Togliatti - Luigi Allegato - Mario Assennato - Michele Magno - Luigi Conte - Carlo Francavilla - Nicola Musto | - Anna De Lauro Matera - Giuseppe Papalia - Stefano Lenoci | - Ernesto De Marzio        | - Stefano Cavaliere          |

## Elezioni politiche 1963
| Liste                                            | Voti      | %     | Seggi |
| ------------------------------------------------ | --------- | ----- | ----- |
| Democrazia Cristiana                             | 413.966   | 40,90 | 10    |
| Partito Comunista Italiano                       | 297.359   | 29,38 | 7     |
| Partito Socialista Italiano                      | 106.731   | 10,55 | 3     |
| Movimento Sociale Italiano                       | 71.441    | 7,06  | 1     |
| Partito Socialista Democratico Italiano          | 37.796    | 3,73  | 1     |
| Partito Liberale Italiano                        | 35.367    | 3,49  | 1     |
| Partito Democratico Italiano di Unità Monarchica | 23.273    | 2,30  | -     |
| Concentrazione di Unità Rurale                   | 12.393    | 1,22  | -     |
| Partito Repubblicano Italiano                    | 7.901     | 0,78  | -     |
| Partito Autonomo Pensionati d'Italia             | 4.215     | 0,42  | -     |
| Movimento Combattenti Italiani                   | 1.280     | 0,13  | -     |
| Rinnovamento Sociale                             | 403       | 0,04  | -     |
| Totale                                           | 1.012.125 |       | 23    |

| Democrazia Cristiana | Partito Comunista Italiano | Partito Socialista Italiano                             |
| --- | --- | ------------------------------------------------------- |
| - Aldo Moro - Vito Lattanzio - Vincenzo Russo - Donato De Leonardis - Renato Dell'Andro - Gustavo De Meo - Michele De Capua - Antonio Laforgia - Antonio Carcaterra - Enrico Alba | - Palmiro Togliatti - Mario Assennato - Michele Magno - Balda Di Vittorio - Renato Scionti - Giuseppe Matarrese - Leonardantonio Sforza | - Giuseppe Papalia - Giuseppe Di Vagno - Stefano Lenoci |
| Movimento Sociale Italiano | Partito Socialista Democratico Italiano                                                                                                 | Partito Liberale Italiano                               |
| - Ernesto De Marzio | - Michele Pellicani | - Manlio Livio Cassandro                                |

## Elezioni politiche 1968
| Liste                                            | Voti      | %     | Seggi |
| ------------------------------------------------ | --------- | ----- | ----- |
| Democrazia Cristiana                             | 458.900   | 43,80 | 11    |
| Partito Comunista Italiano                       | 307.908   | 29,39 | 7     |
| Partito Socialista Unificato                     | 135.634   | 12,95 | 3     |
| Movimento Sociale Italiano                       | 55.665    | 5,31  | 1     |
| Partito Liberale Italiano                        | 30.497    | 2,91  | 1     |
| Partito Socialista Italiano di Unità Proletaria  | 29.620    | 2,83  | -     |
| Partito Democratico Italiano di Unità Monarchica | 16.400    | 1,57  | -     |
| Partito Repubblicano Italiano                    | 10.255    | 0,98  | -     |
| Partito Monarchico Nazionale                     | 2.723     | 0,26  | -     |
| Totale                                           | 1.047.602 |       | 23    |

| Democrazia Cristiana | Partito Comunista Italiano | Partito Socialista Unificato                                   | Movimento Sociale Italiano | Partito Liberale Italiano |
| --- | --- | -------------------------------------------------------------- | -------------------------- | ------------------------- |
| - Aldo Moro - Vito Lattanzio - Vincenzo Russo - Gustavo De Meo - Donato De Leonardis - Renato Dell'Andro - Stefano Cavaliere - Antonio Laforgia - Vincenzo Squicciarini - Natale Pisicchio - Michele Scianatico | - Giorgio Amendola - Alfredo Reichlin - Michele Pistillo - Renato Scionti - Mario Giannini - Domenico Borraccino - Giuseppe Gramegna | - Giuseppe Di Vagno - Michele Pellicani - Vito Vittorio Lenoci | - Ernesto De Marzio        | - Manlio Livio Cassandro  |

## Elezioni politiche 1972
| Liste                                           | Voti      | %     | Seggi |
| ----------------------------------------------- | --------- | ----- | ----- |
| Democrazia Cristiana                            | 435.694   | 40,01 | 10    |
| Partito Comunista Italiano                      | 301.295   | 27,67 | 7     |
| Movimento Sociale Italiano - Destra Nazionale   | 133.305   | 12,24 | 3     |
| Partito Socialista Italiano                     | 111.373   | 10,23 | 3     |
| Partito Socialista Democratico Italiano         | 44.730    | 4,11  | 1     |
| Partito Liberale Italiano                       | 23.589    | 2,17  | -     |
| Partito Repubblicano Italiano                   | 15.691    | 1,44  | -     |
| Partito Socialista Italiano di Unità Proletaria | 14.110    | 1,30  | -     |
| Il manifesto                                    | 4.296     | 0,39  | -     |
| Partito Comunista (Marxista-Leninista) Italiano | 3.035     | 0,28  | -     |
| Movimento Politico dei Lavoratori               | 1.762     | 0,16  | -     |
| Totale                                          | 1.088.880 |       | 24    |

| Democrazia Cristiana | Partito Comunista Italiano                                                                                                | Movimento Sociale Italiano - Destra Nazionale                   | Partito Socialista Italiano                           | Partito Socialista Democratico Italiano |
| --- | --- | --------------------------------------------------------------- | ----------------------------------------------------- | --------------------------------------- |
| - Aldo Moro - Vito Lattanzio - Vincenzo Russo - Antonio Laforgia - Stefano Cavaliere - Renato Dell'Andro - Donato De Leonardis - Gustavo De Meo - Vittorio Salvatori - Natale Pisicchio | - Giorgio Amendola - Michele Pistillo - Mario Giannini - Giuseppe Gramegna - Mario Di Gioia - Sergio Segre - Savino Vania | - Ernesto De Marzio - Antonio Messeni Nemagna - Michele Cassano | - Giuseppe Di Vagno - Vito Lenoci - Michele Pellicani | - Michele Di Giesi                      |

## Elezioni politiche 1976
| Liste                                         | Voti      | %     | Seggi |
| --------------------------------------------- | --------- | ----- | ----- |
| Democrazia Cristiana                          | 497.345   | 40,62 | 10    |
| Partito Comunista Italiano                    | 398.490   | 32,55 | 8     |
| Movimento Sociale Italiano - Destra Nazionale | 119.863   | 9,79  | 2     |
| Partito Socialista Italiano                   | 110.597   | 9,03  | 2     |
| Partito Socialista Democratico Italiano       | 41.317    | 3,37  | 1     |
| Partito Repubblicano Italiano                 | 22.352    | 1,83  | -     |
| Partito Liberale Italiano                     | 12.920    | 1,06  | -     |
| Democrazia Proletaria                         | 12.729    | 1,04  | -     |
| Partito Radicale                              | 8.781     | 0,72  | -     |
| Totale                                        | 1.224.394 |       | 23    |

| Democrazia Cristiana | Partito Comunista Italiano | Movimento Sociale Italiano - Destra Nazionale | Partito Socialista Italiano       | Partito Socialista Democratico Italiano |
| --- | --- | --------------------------------------------- | --------------------------------- | --------------------------------------- |
| - Aldo Moro - Vito Lattanzio - Vincenzo Russo - Renato Dell'Andro - Nicola Vernola - Antonio Matarrese - Vincenzo De Cosmo - Natale Pisicchio - Antonio Laforgia - Stefano Cavaliere | - Giorgio Napolitano - Maria Barbarossa - Tommaso Sicolo - Giuseppe Gramegna - Mario Giannini - Pietro Carmeno - Sergio Segre - Vitilio Masiello | - Ernesto De Marzio - Olindo Del Donno        | - Vito Lenoci - Giuseppe Di Vagno | - Michele Di Giesi                      |

## Elezioni politiche 1979
| Liste                                         | Voti      | %     | Seggi |
| --------------------------------------------- | --------- | ----- | ----- |
| Democrazia Cristiana                          | 521.668   | 42,14 | 10    |
| Partito Comunista Italiano                    | 335.871   | 27,13 | 7     |
| Partito Socialista Italiano                   | 126.552   | 10,22 | 2     |
| Movimento Sociale Italiano - Destra Nazionale | 102.665   | 8,29  | 2     |
| Partito Socialista Democratico Italiano       | 51.515    | 4,16  | 1     |
| Partito Radicale                              | 31.410    | 2,54  | 1     |
| Partito Repubblicano Italiano                 | 23.721    | 1,92  | -     |
| Partito Liberale Italiano                     | 18.885    | 1,53  | -     |
| Partito di Unità Proletaria                   | 12.084    | 0,98  | -     |
| Democrazia Nazionale                          | 6.897     | 0,56  | -     |
| Nuova Sinistra Unita                          | 6.743     | 0,54  | -     |
| Totale                                        | 1.238.011 |       | 23    |

| Democrazia Cristiana | Partito Comunista Italiano | Partito Socialista Italiano          |
| --- | --- | ------------------------------------ |
| - Vito Lattanzio - Vincenzo Russo - Antonio Matarrese - Renato Dell'Andro - Antonio Laforgia - Nicola Vernola - Giuseppe Degennaro - Natale Pisicchio - Vincenzo De Cosmo - Stefano Cavaliere | - Giorgio Napolitano - Tommaso Sicolo - Riccardo Di Corato - Maria Barbarossa - Pietro Carmeno - Vitilio Masiello - Paolo De Caro | - Giuseppe Di Vagno - Claudio Lenoci |
| Movimento Sociale Italiano - Destra Nazionale | Partito Socialista Democratico Italiano                                                                                           | Partito Radicale                     |
| - Giuseppe Tatarella - Olindo Del Donno | - Michele Di Giesi | - Franco De Cataldo                  |

## Elezioni politiche 1983
| Liste                                         | Voti      | %     | Seggi |
| --------------------------------------------- | --------- | ----- | ----- |
| Democrazia Cristiana                          | 443.283   | 34,41 | 9     |
| Partito Comunista Italiano                    | 330.575   | 25,66 | 6     |
| Partito Socialista Italiano                   | 193.813   | 15,05 | 4     |
| Movimento Sociale Italiano - Destra Nazionale | 135.065   | 10,49 | 3     |
| Partito Socialista Democratico Italiano       | 72.901    | 5,66  | 1     |
| Partito Repubblicano Italiano                 | 39.130    | 3,04  | 1     |
| Partito Liberale Italiano                     | 28.842    | 2,24  | 1     |
| Partito Nazionale Pensionati                  | 19.544    | 1,52  | -     |
| Partito Radicale                              | 16.202    | 1,26  | -     |
| Democrazia Proletaria                         | 8.793     | 0,68  | -     |
| Totale                                        | 1.288.148 |       | 25    |

| Democrazia Cristiana | Partito Comunista Italiano                                                                                | Partito Socialista Italiano                                         | Movimento Sociale Italiano - Destra Nazionale                 |
| --- | --- | ------------------------------------------------------------------- | ------------------------------------------------------------- |
| - Vito Lattanzio - Nicola Vernola - Vincenzo Sorice - Renato Dell'Andro - Antonio Matarrese - Vincenzo Russo - Giovanni Mongiello - Francesco Cafarelli - Giuseppe Degennaro | - Alfredo Reichlin - Giuseppe Vacca - Adriana Ceci - Severino Cannelonga - Giorgio Nebbia - Pasquale Lops | - Rino Formica - Claudio Lenoci - Domenico Romano - Pasquale Diglio | - Giuseppe Tatarella - Olindo Del Donno - Paolo Agostinacchio |
| Partito Socialista Democratico Italiano | Partito Repubblicano Italiano                                                                             | Partito Liberale Italiano                                           |                                                               |
| - Michele Di Giesi | - Michele Cifarelli                                                                                       | - Savino Melillo                                                    |                                                               |

## Elezioni politiche 1987
| Liste                                         | Voti      | %     | Seggi |
| --------------------------------------------- | --------- | ----- | ----- |
| Democrazia Cristiana                          | 513.117   | 37,83 | 10    |
| Partito Comunista Italiano                    | 311.549   | 22,97 | 6     |
| Partito Socialista Italiano                   | 208.190   | 15,35 | 4     |
| Movimento Sociale Italiano - Destra Nazionale | 106.132   | 7,82  | 2     |
| Partito Socialista Democratico Italiano       | 61.726    | 4,55  | 1     |
| Partito Repubblicano Italiano                 | 52.440    | 3,87  | 1     |
| Partito Liberale Italiano                     | 35.473    | 2,62  | 1     |
| Partito Radicale                              | 26.940    | 1,99  | -     |
| Lista Verde                                   | 21.508    | 1,59  | -     |
| Democrazia Proletaria                         | 13.324    | 0,98  | -     |
| Liga Veneta - Pensionati Uniti                | 4.773     | 0,35  | -     |
| Alleanza Popolare                             | 871       | 0,06  | -     |
| Partito Sardo d'Azione                        | 474       | 0,03  | -     |
| Totale                                        | 1.356.517 |       | 25    |

| Democrazia Cristiana | Partito Comunista Italiano                                                                                  | Partito Socialista Italiano                                                                     | Movimento Sociale Italiano - Destra Nazionale |
| --- | --- | ----------------------------------------------------------------------------------------------- | --------------------------------------------- |
| - Vito Lattanzio - Vincenzo Sorice - Giuseppe Degennaro - Vincenzo Binetti - Luigi Farace - Antonio Matarrese - Pino Pisicchio - Vincenzo Russo - Francesco Cafarelli - Giovanni Mongiello | - Alfredo Reichlin - Adriana Ceci - Giuseppe Vacca - Severino Cannelonga - Giorgio Nebbia - Michele Galante | - Savino Carpagnano § - Rino Formica - Pasquale Diglio - Claudio Lenoci - Antonio Mastrogiacomo | - Giuseppe Tatarella - Olindo Del Donno       |
| Partito Socialista Democratico Italiano | Partito Repubblicano Italiano                                                                               | Partito Liberale Italiano                                                                       |                                               |
| - Graziano Ciocia | - Giovanni Battista Bruni                                                                                   | - Savino Melillo                                                                                |                                               |

## Elezioni politiche 1992
| Liste                                         | Voti      | %     | Seggi |
| --------------------------------------------- | --------- | ----- | ----- |
| Democrazia Cristiana                          | 514.242   | 36,81 | 10    |
| Partito Socialista Italiano                   | 269.552   | 19,30 | 5     |
| Partito Democratico della Sinistra            | 171.935   | 12,31 | 3     |
| Movimento Sociale Italiano - Destra Nazionale | 125.221   | 8,96  | 2     |
| Partito della Rifondazione Comunista          | 81.472    | 5,83  | 1     |
| Partito Socialista Democratico Italiano       | 52.016    | 3,72  | 1     |
| Partito Repubblicano Italiano                 | 49.266    | 3,53  | 1     |
| Partito Liberale Italiano                     | 46.576    | 3,33  | 1     |
| Federazione dei Verdi                         | 31.571    | 2,26  | 1     |
| Sì Referendum                                 | 17.955    | 1,29  | -     |
| La Rete                                       | 13.615    | 0,97  | -     |
| Lista Marco Pannella                          | 9.185     | 0,66  | -     |
| Caccia Pesca Ambiente                         | 4.978     | 0,36  | -     |
| Lega Nord                                     | 3.165     | 0,23  | -     |
| Lega d'Azione Meridionale                     | 2.906     | 0,21  | -     |
| Lega delle Leghe                              | 1.708     | 0,12  | -     |
| Federalismo                                   | 1.467     | 0,11  | -     |
| Totale                                        | 1.396.830 |       | 25    |

| Democrazia Cristiana | Partito Socialista Italiano                                                            | Partito Democratico della Sinistra                    | Movimento Sociale Italiano - Destra Nazionale | Partito della Rifondazione Comunista |
| --- | -------------------------------------------------------------------------------------- | ----------------------------------------------------- | --------------------------------------------- | ------------------------------------ |
| - Vito Lattanzio - Pino Pisicchio - Vincenzo Sorice - Vincenzo Binetti - Giuseppe Degennaro - Antonio Matarrese - Franco Di Giuseppe - Luigi Farace - Giovanni Mongiello - Francesco Cafarelli | - Claudio Lenoci - Rino Formica - Francesco Borgia - Pasquale Diglio - Domenico Romano | - Fabio Perinei - Alfredo Reichlin - Nicola Colaianni | - Giuseppe Tatarella - Paolo Agostinacchio    | - Nichi Vendola                      |
| Partito Socialista Democratico Italiano | Partito Repubblicano Italiano                                                          | Partito Liberale Italiano                             | Federazione dei Verdi                         |                                      |
| - Antonio Cariglia | - Giovanni Martino Bonomo                                                              | - Savino Melillo                                      | - Vito Leccese                                |                                      |